# Dambasuren Batsuren
Dambasürengiin (ou Dambasüren) Batsuren est un joueur d'échecs mongol né le 22 janvier 2004.
Au 1er juin 2022, il est le premier joueur mongol avec un classement Elo de 2 518 points.

## Biographie
Grand maître international depuis 2020, Batsuren a remporté le championnat de Mongolie d'échecs en 2022.
Lors de la Coupe du monde d'échecs 2021, il fut battu au premier tour par le Bosnien Denis Kadrić (0,5 à 1,5). Il s'était qualifié en remportant un tournoi zonal organisé à Oulan-Bator.
En 2017, il remporta la médaille d'or au championnat du monde d'échecs de la jeunesse dans la catégorie des moins de 14 ans avec 10 points sur 11 devant Erigaisi Arjun (10/11).